# Giuseppe Arcimboldo
Giuseppe Arcimboldo (Milánó, 1527. – Milánó, 1593. július 11.) olasz festő, a legkülönösebb (excentrikus) festők egyike.

## Műveinek jellemzői
Képeire jellemző, hogy gyümölcsöket, virágokat, állatokat, halakat és könyveket ábrázolt, amelyek egy-egy személy felismerhető arcképévé állnak össze. A 20. századi szürrealizmus korai előfutárának tartják. (Szokványos festményei viszont feledésbe merültek).

## Élete
1562-ben II. Miksa német-római császár udvari festője lett Bécsben és ott dolgozott Miksa fia, II. Rudolf német-római császár alatt is. Mindkét uralkodó láthatóan kedvelte Arcimboldo különös stílusát.
A festészeten kívül jelmezeket is tervezett.

II. Rudolf német-római császár arcképe

## Művei mai múzeumokban
- Kunsthistorisches Museum (Bécs)
- Schloss Ambras (Innsbruck)
- Louvre
- Cremona,
- Brescia,
- Uffizi (Firenze).
- Wadsworth Atheneum (Hartford, Connecticut)

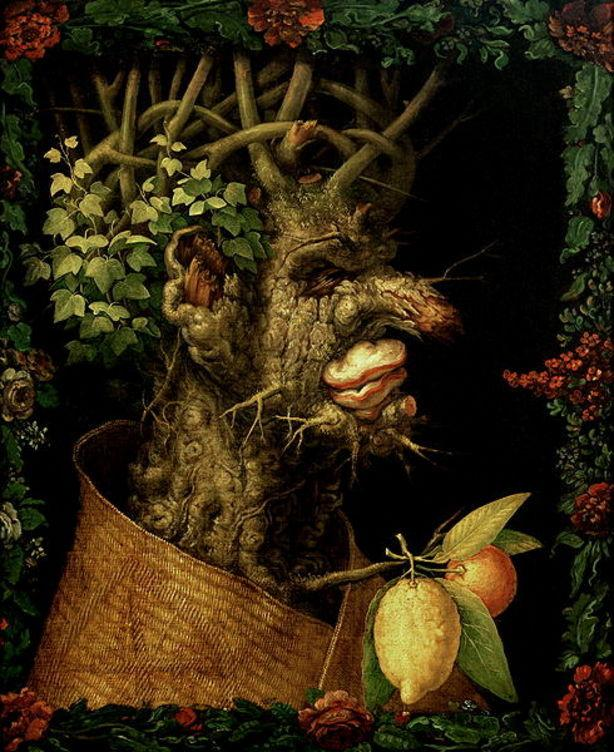
Tél, 1573

- Candie Museum, (Guernsey).

## Szatirikus imitációk
Egy sorozat modern kori szatirikus festmény készült Arcimboldo stílusában, állatok és növényzet helyett női formákkal, ismert személyek arcképeiként, például Richard Wagner, Napóleon, III. Lipót belga király és Charles Dickens.